# Szewo
Szewo [pronunciación en polaco: /ˈʂɛvɔ/] es un pueblo ubicado en el distrito administrativo de Gmina Lubień Kujawski, dentro del Distrito de Włocławek, Voivodato de Cuyavia y Pomerania, en el norte de Polonia central. Se encuentra aproximadamente a 8 kilómetros al noreste de Lubień Kujawski, a 24 kilómetros al sureste de Włocławek, y a 75 kilómetros al sureste de Toruń.